# Tvist om påvens skägg
En tvist eller strid om påvens skägg är en debatt om struntsaker, om detaljer som inte är relevanta för diskussionen i sig eller om saker som är omöjliga att avgöra.
Uttrycket är ett idiomatiskt uttryck i svenskan, och känt sedan 1700-talet. Uttryckets ursprung är okänt. Det har konstaterats att påvar inte burit skägg sedan år 1700, då Innocentius XII avled.

## I litteraturen
I skriften Religiös renässans eller religion mot teologi (1910) av August Strindberg är titeln på ett av avsnitten Påvens skägg (våra dominikaner tillägnat) där han polemiskt beskriver en hypotetisk synod sammankallad för att disputera om påvens skägg. Diskussionerna bryter samman, mötet upplöses och alla skiljs som dödsfiender, och Strindberg hävdar att andra centrala begrepp inom kristendomen är lika omöjliga att bevisa som begreppet "Påvens skägg".
I den svenska översättningen av Martin Luther om Den Heliga Skrift, rättfärdiggörelse genom tron, helgelse och goda gärningar av G.E. Söderholm från 1937 tillskrivs Luther utsagan "Här är icke fråga om påvens skägg eller om dagligt bröd utan om den kristna lärans förnämsta artikel" när Luther rangordnar trossatser där det kan finnas olika tolkningar, respektive läran om rättfärdiggörelsen där han inte accepterar några kompromisser. Motsvarande tyska text lyder "Paulus "handelt hier nicht um einen Taubenfuẞ und Birnstiel, redet auch nicht um Brot's willen", er spricht von dem Hauptanliegen der christlichen Lehre." och "påvens skägg" är här en sentida översättning av ett tyskt idiomatiskt uttryck, och inte någon utsaga från Luther.

## Andra språk
I danska och norska språken finns uttrycken strides om pavens skæg., respektive strid om pavens skjegg med samma innebörd som på svenska. Motsvarande uttryck på tyska lyder: Um des Kaisers Bart streiten. Här tvistar man alltså om "kejsarens skägg", inte påvens. Förmodligen går det tyska uttrycket tillbaka till latin de lana caprina rixari (tvista om getens ull eller skägg).